# WWF European Rampage Tour
 (octobre 2019).
Si vous disposez d'ouvrages ou d'articles de référence ou si vous connaissez des sites web de qualité traitant du thème abordé ici, merci de compléter l'article en donnant les références utiles à sa vérifiabilité et en les liant à la section « Notes et références ».
WWF European Rampage Tour est un jeu vidéo basé sur l'univers de la World Wrestling Federation, créé par Arc Developments en 1992, et commercialisé sur systèmes Amiga, Atari ST, Commodore 64 et MSDOS. Il s'agit de la suite du jeu vidéo WWF WrestleMania. Il est le dernier jeu WWF commercialisé sur PC jusqu'à la sortie de WWE With Authority! en 2001.

## Système de jeu
Le joueur forme un tag team en choisissant entre « Macho Man » Randy Savage, The Ultimate Warrior, Hulk Hogan et Bret Hart, pour vaincre d'autres tag teams composées de The Nasty Boys, Money Inc. et The Natural Disasters trois fois chacun (le premier à Londres, en Angleterre, suivi par un combat à la Deutsche Nationale Arena à Munich, en Allemagne, puis pour terminer, au palais omnisports à Paris, en France). Le match final oppose le joueur à The Legion of Doom au Madison Square Garden de New York, aux États-Unis. Chaque catcheur possède ses propres attaques basiques et leurs propres prises.
La version sur Commodore 64 est identique aux autres versions, excepté le fait qu'il met à disposition des matchs en solo. Les quatre catcheurs jouables sont également disponibles dans cette version. Le joueur doit vaincre Jerry Sags des Nasty Boys, Typhoon des Natural Disasters, et Irwin R. Schyster de Money Inc. avant de combattre Animal de The Legion of Doom pour le titre. Un mode multijoueur est également inclus.